# Albert Müller
Albert Müller (Kölliken, 28 augustus 1899 – Melchnau, 29 november 1966) was een Zwitsers componist en dirigent.

## Levensloop
Müller studeerde aan het Konservatorium für Klassik und Jazz in Zürich. Nadat hij zijn diploma's behaald had, werd hij in 1928 dirigent bij het harmonieorkest van de Musikgesellschaft Kölliken. Vervolgens was hij tot 1952 dirigent van de Stadtmusik Brugg. Daarnaast werkte hij als freelance componist en schreef vooral werken voor harmonieorkest.

## Composities

### Werken voor harmonieorkest
- 1938-1939 Festjubel
- 1940 Unsere Armee
- 1941 In Marschkolonne
- 1944 Heldensöhne
- 1944 Ulrich von Sury
- 1950 Freies Volk
- 1953 Festmarsch zur 150-Jahrfeier des Kantons Aargau